# Lotsawa

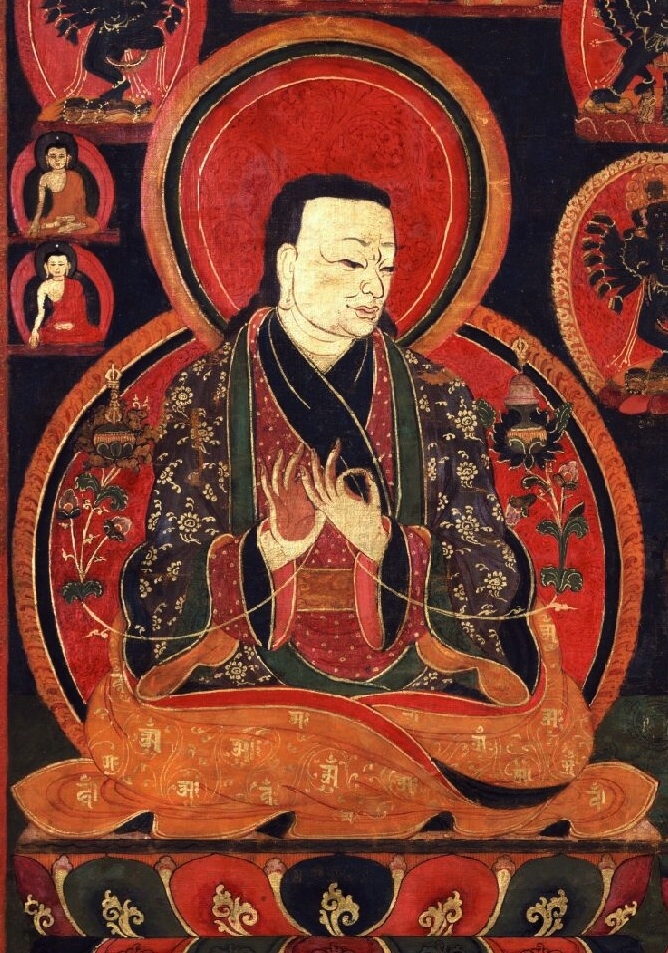
Marpa Chokyi Lodro, conhecido como Marpa Lotsawa

Lotsawa ou lo-tsa-ba (em tibetano: ལོ་ཙཱ་བ; Wylie: lo tsA ba) é uma palavra tibetana usada para referir os tradutores nativos tibetanos que trabalharam em conjunto com pânditas (académicos indianos) na tradução de textos budistas de sânscrito para tibetano, chinês e outras línguas asiáticas. É também usada como epíteto de alguns desses tradutores mais proeminentes, como é o caso de Marpa Lotsawa. Pensa-se que a palavra tem origem no sânscrito locchāva, que significa "bilingue" ou "olhos do mundo". O termo é também aplicado a tradutores modernos de textos budistas tibetanos.
Entre os lotsawas mais célebres, além do já referido Marpa (1012–1097), podem referir-se Vairotsana (segunda metade do século VIII) e Rinchen Zangpo (958–1055). Entre os lotsawas mais antigos, destaca-se Jnanasutra (século V/VI), um membro da escola Nyingmapa que contribuiu para a primeira vaga de traduções de sânscrito para tibetano. Outro lotsawa importante foi Yudra Nyingpo (c. século IX), um dos principais discípulos de Vairotsana. Outro lotsawa proeminente, muito mais tardio, foi Gö Lotsawa Zhönnu-pel (1392–1481), autor dos famosos Anais Azuis (deb ther sngon po), uma das principais fontes da história do Tibete até ao século XV.